# Tineke Hulzebosch
Tineke Hulzebosch (oktober 1966) is een Nederlands langebaanschaatsster. 
Tussen 1987 en 1992 nam ze deel aan de NK Afstanden en het NK Sprint.

## Records

### Persoonlijke records[2]
| Afstand    | Tijd    | Datum            | Baan       |
| ---------- | ------- | ---------------- | ---------- |
| 500 meter  | 42,06   | 17 december 1989 | Heerenveen |
| 1000 meter | 1.27,11 | 4 februari 1989  | Heerenveen |
| 1500 meter | 2.18,40 | 22 januari 1989  | Assen      |
| 3000 meter | 5.04,17 | 26 januari 1986  | Heerenveen |
| 5000 meter | 9.17,20 | 4 februari 1986  | Assen      |